# Redditi di impresa
Il reddito di impresa, nel diritto tributario italiano, è disciplinato dagli artt. 55-66 e 81-142 del Decreto del presidente della Repubblica 22 dicembre 1986, n. 917, in materia di "Testo unico delle imposte sui redditi" (cd.TUIR).

## Descrizione
Ai sensi del c.1, dell'art. 55 TUIR, è tale il reddito derivante dall'esercizio di imprese commerciali, ossia dall'esercizio professionale ed abituale, anche se non esclusivo, delle attività indicate nell'art. 2195 del codice civile e delle attività agricole indicate nell'art. 32, c.2, lettere b) e c), che eccedono i limiti ivi stabili, anche se non organizzate in forma di impresa.
Le attività indicate nell'art. 2195 del c.c. sono: 
- attività industriali dirette alla produzione di beni e servizi;
- attività intermediarie nella circolazione dei beni;
- attività di trasporto;
- attività bancarie ed assicurative;
- altre attività ausiliarie delle precedenti.

Le attività indicate dall'art. 32, c.2, lett.b) e c) del TUIR sono:
- attività volte all'allevamento di animali con mangimi ottenuti per meno di un quarto dal terreno;
- attività dirette alla manipolazione, conservazione, trasformazione, commercializzazione e valorizzazione, ancorché non svolte sul terreno, di prodotti ottenuti prevalentemente dalla coltivazione del fondo o del bosco o dall'allevamento di animali.

Ai sensi del c.2, dell'art. 55 TUIR, sono considerati redditi di impresa quelli derivanti dall’esercizio di:
- attività che, pur non rientrando nell'art. 2195 del codice civile, sono organizzate in forma di impresa;
- attività dirette allo sfruttamento di miniere, cave, torbiere, saline, laghi, stagni e altre acque interne;
- attività agricole di cui all'articolo 32, pur nei limiti ivi stabiliti, quando esercitate da soggetti "commerciali": da società in nome collettivo e in società in accomandita semplice e da stabili organizzazioni di persone fisiche non residenti esercenti attività di impresa, anche se non superino i limiti ivi stabiliti.

## Soggetti titolari
L’esercizio di attività commerciale può essere imputato sia ad imprenditori individuali che ad imprenditori collettivi.
Sono produttori di reddito i seguenti soggetti: 
- persone fisiche, limitatamente ai redditi prodotti dall’esercizio di attività commerciali.

- società commerciali di persone (s.n.c - s.a.s.). Il reddito di impresa prodotto viene attribuito per “trasparenza” in capo ai soci. I redditi prodotti sono sempre considerati redditi d’impresa[3], in applicazione del principio di attrazione regolato dal c.3, art. 6 TUIR, qualsiasi sia la fonte o l’oggetto sociale.

- società di capitali. Sono sempre produttori di reddito di impresa, in applicazione del principio di attrazione regolato dal c.1, art. 81 del TUIR.

- enti commerciali[4]. Sono sempre produttori di reddito di impresa, perché parificati alle società di capitali[5].

- enti non commerciali[6], limitatamente ai redditi prodotti dall’esercizio di attività commerciali.

## Principi di determinazione
Il reddito d’impresa, sulla base del principio di dipendenza, si determina apportando all’utile o alla perdita risultante dal conto economico le variazioni in aumento o in diminuzione previste dal legislatore fiscale, nel TUIR o altre leggi. Tale principio assume diversa intensità a seconda che l’impresa interessata rediga il proprio bilancio d’esercizio sulla base dei principi contabili nazionali (soggetti OIC adopter) o dei principi contabili internazionali IAS/IFRS (soggetti IAS adopter).
Si fa riferimento al conto economico in quanto si tratta di un documento capace di offrire un’attendibile rappresentazione della situazione economico-patrimoniale e della capacità contributiva dell’impresa.
Per individuare il corretto periodo d’imposta, cui imputare i componenti positivi e negativi di reddito, si fa riferimento al principio di cassa o di competenza. Di regola i ricavi, le spese e gli altri componenti concorrono a formare il reddito sulla base del principio di competenza, salvo non venga diversamente stabilito nel TUIR.
Per quanto riguarda il principio di competenza rileva il momento di maturazione giuridica dei componenti, dunque il momento in cui risulta perfezionata la fattispecie da cui i componenti di reddito traggono giuridicamente origine. Gli elementi di reddito vengono imputati temporaneamente in momenti diversi, a seconda della diversa fattispecie da cui originano.
Per quanto riguarda il principio di cassa rileva il momento della manifestazione finanziaria, quindi il momento dell’incasso o del pagamento. Si applica il principio di cassa per i compensi agli amministratori, la percezione dei dividendi in società ed enti soggetti IRES, gli interessi di mora (sia attivi che passivi), le imposte pagate nell’anno diverse da quelle sui redditi e da quelle per le quali è prevista la rivalsa, i contributi associativi e sindacali, i contributi in conto capitale ed infine per i proventi derivanti dalla partecipazione a fondi di investimento.
Il principio di inerenza si limita ad affermare che le spese e gli altri componenti negativi di reddito sono deducibili se si riferiscono ad attività o beni da cui derivano ricavi o altri componenti che concorrono a formare il reddito o che non vi concorrono in quanto esclusi. L'inerenza permette quindi di selezionare i costi dell'attività economica che possono essere dedotti dalla base imponibile. È necessario che tra i componenti negativi di reddito e l'attività esercitata dal soggetto passivo vi sia un nesso di causalità o attinenza, al fine di evitare che l'operatore economico possa dedurre costi aventi carattere personale o del tutto estranei alla fonte reddituale.
Per ultimo, in applicazione del principio di imputazione, i componenti negativi sono deducibili solo se resultano preventivamente imputati al conto economico relativo all’esercizio di competenza. I componenti negativi che non sono imputati al conto economico possono comunque essere considerati, in sede di determinazione dei redditi, in tre casi eccezionali: se la deducibilità fiscale è prevista da disposizioni di legge, se sono stati imputati a conto economico in un esercizio precedente in presenza di una disposizione che dispone e consente il rinvio ed infine se i componenti risultano da elementi certi e precisi.

## Componenti

### Componenti positivi
Le norme in materia di componenti positivi ne disciplinano i criteri identificativi delle diverse tipologie ed i criteri di determinazione. Inoltre disciplinano le fattispecie che ne definiscono la rilevanza.
I componenti positivi sono:
- Ricavi

- Plusvalenze patrimoniali
- Dividendi
- Sopravvenienze attive
- Interessi attivi
- Proventi immobiliari
- Rimanenze
- Prodotti in corso d lavorazione
- Sovrapprezzi azionari

### Componenti negativi
I componenti negativi sono: 
- Spese per la prestazione di lavoro
- Interessi passivi
- Oneri fiscali, contributivi e di utilità sociale
- Minusvalenze patrimoniali
- Sopravvenienze passive
- Perdite di beni e su crediti
- Ammortamento di beni materiali e immateriali
- Spese di manutenzione, riparazione, ammodernamento e trasformazione
- Spese relative a più esercizi
- Accantonamenti

Nel conto economico con le classi A e B si confrontano rispettivamente i componenti positivi, relativi alla gestione caratteristica e alla gestione accessoria, costituenti il valore della produzione con i componenti negativi, relativi costi della produzione classificati per natura.
Le classi C e D sono invece relative ai componenti positivi e negativi e alle rettifiche di valore riferiti alla gestione finanziaria.

## La deducibilità degli interessi passivi nel reddito d'impresa
La deducibilità degli interessi passivi è un tema rilevante nell'ambito della fiscalità d’impresa, con importanti effetti sulle decisioni finanziarie e sulla competitività delle aziende. La normativa italiana, riformata nel 2019 per allinearsi alle direttive dell'Unione Europea, stabilisce nuove modalità per la tale deduzione.
Con il termine "interessi" ci si riferisce ad un importo dovuto come compenso per l'uso di una somma di denaro per un certo periodo di tempo e si dividono in: 
- interessi attivi: compenso che un creditore riceve per aver prestato del capitale. Un esempio di interesse attivo è quello guadagnato da un correntista, ossia la somma corrisposta dalla banca per il denaro depositato su un conto corrente o un conto di deposito. In questo caso, il correntista riceve interessi per il prestito fornito alla banca, che utilizza quei fondi per le proprie attività finanziarie[19].
- interessi passivi: costo che una persona o un’azienda paga per prendere denaro in prestito. In pratica, rappresentano il prezzo da pagare per usare il denaro di qualcun altro, come una banca o un altro ente finanziario. Questi interessi si pagano su prestiti, mutui, emissioni di obbligazioni e altre forme di finanziamento, e servono a compensare il rischio e l’uso del capitale da parte del creditore[20].

Dal punto di vista contabile, gli interessi passivi vengono registrati nel conto economico dell’impresa come costi, influenzando il calcolo del risultato d’esercizio, che rappresenta la differenza tra proventi e costi, e misura l’andamento economico dell’impresa, oltre a determinare l’incremento o il decremento del patrimonio netto.
La deducibilità degli interessi passivi si riferisce al meccanismo che consente alle imprese di ridurre il carico fiscale, deducendo dal reddito imponibile gli interessi sostenuti per finanziare le loro attività. Questo incentivo al ricorso a finanziamenti esterni è regolato dal Testo Unico delle Imposte sui Redditi (TUIR), che stabilisce condizioni e limiti specifici per la deduzione.
Profili generali post-riforma del 2019
Le principali modifiche sulla deducibilità degli interessi passivi, introdotte dalla Direttiva ATAD, sono:
- Limitazione della deducibilità: Gli oneri finanziari eccedenti sono deducibili nell'anno in cui sono sostenuti solo fino al 30% dell'EBITDA fiscale, cioè degli utili al lordo di interessi, imposte, deprezzamento e ammortamento[22].
- Inclusione degli interessi capitalizzati: La Direttiva estende i limiti di deducibilità anche agli interessi passivi e agli oneri finanziari assimilati che sono stati capitalizzati. Significa che questi oneri devono essere valutati per la loro deducibilità nell'anno in cui vengono registrati e capitalizzati.
- Riforma della normativa nazionale: Per attuare la Direttiva, il Governo ha modificato l'art. 96 del TUIR sulla deducibilità degli interessi passivi, rendendolo compatibile con le nuove disposizioni.

Queste modifiche puntano a prevenire pratiche di elusione fiscale tramite pagamenti di interessi eccessivi, garantendo maggiore equità nel sistema fiscale.
Il Decreto Legislativo 29 novembre 2018, n. 142 ha attuato le disposizioni della Direttiva ATAD attraverso:
- Modifiche alla deducibilità: Ha aggiornato le regole sull'art. 96 del TUIR riguardanti la deducibilità degli interessi passivi e degli oneri assimilati, allineandole ai requisiti europei.
- Inclusione degli oneri finanziari capitalizzati: Ha confermato che gli interessi passivi capitalizzati rientrano tra gli oneri finanziari soggetti ai nuovi limiti di deducibilità. Ciò significa che anche questi interessi devono essere considerati nel calcolo della deducibilità, aumentando l'attenzione sulla loro registrazione.
- Applicazione dei limiti di deducibilità: Ha stabilito che la deducibilità degli oneri finanziari deve rispettare il limite del 30% dell'EBITDA fiscale, come indicato dalla Direttiva ATAD.

In sintesi, il decreto ha reso la normativa italiana conforme alle disposizioni europee, introducendo limiti più stringenti sulla deducibilità degli interessi passivi e assicurando una maggiore aderenza alle normative fiscali europee.
I soggetti interessati dal limite di deducibilità degli interessi passivi sono:
- Imprese e società: Tutte le imprese e società che sostengono oneri finanziari, compresi gli interessi passivi, sono soggette ai limiti di deducibilità. Questo riguarda sia le società di capitali che quelle di persone.
- Interessi passivi capitalizzati:: Anche gli interessi passivi e gli oneri finanziari assimilati che sono stati capitalizzati nel costo dei beni sono soggetti al limite di deducibilità. Le imprese che capitalizzano tali interessi devono tenerne conto nel calcolo del reddito imponibile.
- Contratti di leasing finanziario: Gli interessi passivi impliciti nei canoni derivanti da contratti di leasing finanziario contabilizzati con il metodo finanziario rientrano nel nuovo limite di deducibilità. Questo si applica a tutte le imprese che utilizzano tali contratti.

Il limite di deducibilità si applica quindi a tutte le entità che sostengono oneri finanziari, con particolare attenzione agli interessi capitalizzati e agli oneri derivanti da contratti di leasing finanziario.
Differenze della disciplina con il vecchio regime (e regime transitorio)
Dal 2019, il "ROL contabile" è stato sostituito dal "ROL fiscale", che richiede l'assunzione di componenti positivi e negativi nella misura risultante dalle disposizioni per la determinazione del reddito d'impresa. Questo cambiamento richiede di considerare il valore fiscale complessivo delle voci rilevanti, anche se classificate diversamente nel bilancio.
Gli interessi passivi/oneri finanziari sono deducibili fino all'ammontare degli interessi attivi/proventi finanziari del periodo d'imposta e riportati dai periodi precedenti. L'eccedenza è deducibile nei limiti del 30% del "ROL fiscale" del periodo d'imposta e di quello riportato dai periodi precedenti.
Gli interessi passivi indeducibili in un determinato periodo possono essere dedotti nei successivi periodi d'imposta. Analogamente, l'eccedenza di interessi attivi può essere riportata senza limiti di tempo. Per gestire il passaggio dal "ROL contabile" al "ROL fiscale", l'art. 13 del D.Lgs. n. 142/2018 prevede un regime transitorio. Gli interessi passivi non dedotti fino al 31 dicembre 2018 possono essere dedotti nei periodi successivi. Il calcolo del "ROL fiscale" esclude i proventi/oneri già rilevati nel valore/costi di produzione del Conto economico prima del 31 dicembre 2018.

### Il riporto delle eccedenze
Si parla di eccedenza quando gli interessi passivi sostenuti da un’impresa in un singolo esercizio superano il limite di deducibilità stabilito dal 30% del Risultato Operativo Lordo (ROL).
Ai sensi dell’art. 96, comma 4, del TUIR (Testo unico delle imposte sui redditi), questa eccedenza degli interessi passivi rispetto al corrispondente 30% del ROL di un determinato periodo di imposta può essere dedotta dal reddito imponibile nei successivi periodi d’imposta laddove si manifesti una eccedenza di ROL di periodo, costituita dalla differenza tra il 30% di questo e gli interessi passivi netti, e fino alla concorrenza.
Nel caso in cui l’ammontare degli interessi passivi sia inferiore al 30% del ROL, l’eccedenza di ROL non utilizzata può essere riportata nei cinque esercizi successivi per compensare eventuali interessi passivi futuri che eccedano il limite di deducibilità. Il riporto del ROL maturato in un periodo di imposta è regolato dall’art. 96, che stabilisce l’obbligo di utilizzare dapprima il 30% del ROL dell’esercizio corrente e successivamente quello riportato dagli esercizi precedenti, a partire da quello meno recente.
Esempio: se un’impresa sostiene 50 000 euro di interessi passivi e il ROL dell’esercizio è di 250 000 euro, il limite di deducibilità sarà pari a 75 000 euro (30% di 250 000). L’avanzo di ROL pari a 25 000 euro (75 000 - 50 000) potrà essere riportato nei successivi cinque esercizi.
Lo stesso art. 96, comma 14, secondo periodo, consente alle società aderenti al regime del consolidato fiscale (di cui agli artt. 117 e ss. del Testo unico delle imposte sui redditi), di scegliere se riportare le eventuali eccedenze di interessi passivi indeducibili oppure se trasferire tale eccedenza al consolidato, nei limiti in cui gli altri soggetti consolidati presentino, nello stesso periodo d’imposta, un’eccedenza di ROL e di interessi attivi.

### La deducibilità degli interessi passivi nel consolidato fiscale
L’art. 96, commi 5-bis, 7 e 8 del Testo unico delle imposte sui redditi (TUIR), riguarda la disciplina del ROL nell’ambito delle società che hanno optato per il regime del consolidato fiscale. La normativa di riferimento per questo istituto è da rinvenire negli articoli che vanno dal 117 al 129 del TUIR e dal D.M. 1º Marzo 2018.
All’interno del regime del consolidato fiscale nazionale, le società che appartengono allo stesso gruppo possono sommare i loro risultati fiscali ed esercitare l’opzione per la tassazione su base consolidata. Questo consente di calcolare un ROL consolidato a livello di gruppo, creando sinergie e ottimizzando la deducibilità degli interessi passivi.
Un’eventuale eccedenza di una singola società aderente al regime può essere recuperata dalla consolidante, nei limiti di eventuali eccedenze generate da altre società. Non è possibile, tuttavia, recuperare eccedenze di interessi rispetto a ROL formatesi prima della nascita del consolidato, le quali rimangono nell’esclusiva disponibilità della società che le ha generate.
Qualora vi siano soggetti che si aggiungono al consolidato negli anni successivi, le eventuali eccedenze di interessi passivi che sono state dedotte da questi prima dell’ingresso non potranno essere dedotte da altre società aderenti al consolidato. Al contrario, è possibile che un nuovo membro del consolidato possa mettere a disposizione del gruppo il proprio ROL al fine di dedurre le eccedenze di interessi passivi indeducibili in passati esercizi da parte di altri soggetti consolidati.
Il consolidato diventa necessario in tutti i quei casi di soggetti holding di partecipazioni in società industriali e commerciali che finanziano l’acquisto di società operative. Le holding, infatti, avendo un ROL tendenzialmente pari a zero, difficilmente potranno dedurre gli interessi passivi al di fuori del consolidato: in questi casi la deduzione sarà possibile utilizzando l’eccedenza di ROL delle società aderenti al consolidato.

### La deducibilità degli interessi passivi in caso di fusioni e scissioni societarie
La Legge Finanziaria del 2008 (art. 1, comma 33, lett. a) ha modificato l’art. 172, comma 7, del Testo Unico delle Imposte sui Redditi (TUIR): ha esteso le regole che limitano il riporto delle perdite fiscali anche agli interessi passivi non dedotti. Questo significa che se una società ha interessi passivi non dedotti che può riportare in avanti e partecipa ad una fusione o ad una scissione, la società nata da questa operazione può utilizzare questi interessi passivi, ma solo rispettando gli stessi limiti e condizioni che valgono per il riporto delle perdite fiscali.
Questa norma ha una funzione antielusiva, ossia mira ad impedire che operazioni straordinarie come fusioni o scissioni siano utilizzate unicamente per trasferire e sfruttare il diritto di deduzione degli interessi indeducibili. Di conseguenza, l’art. 172, comma 7, del TUIR prevede che, al pari delle perdite fiscali, anche il riporto degli interessi passivi sia subordinato a tre specifiche condizioni:
1. test di vitalità: deve essere superato un confronto economico. I ricavi e i proventi dell’attività principale, insieme ai costi per il personale, nell’esercizio precedente all’operazione devono essere superiori al 40% della media dei due anni precedenti. Se questa soglia non viene raggiunta, come spiegato nella Circolare n. 12/E del 19 febbraio 2008[33], la società non può riportare né le perdite pregresse né gli interessi passivi indeducibili.
2. verifica del patrimonio netto: gli interessi passivi riportati dalla società risultante da una fusione non possono essere dedotti per l'importo che supera il patrimonio netto della società che è stata incorporata o fusa, dove quegli interessi si sono originati. La circolare n. 12/E del 2008 specifica che, quando si calcola il patrimonio netto, non si devono includere conferimenti o versamenti effettuati nei ventiquattro mesi precedenti la data della situazione patrimoniale indicata nell'art. 2501-quater del codice civile.
3. assenza di svalutazioni: bisogna assicurarsi che la società incorporante, o un’altra società coinvolta nella fusione, non abbia già svalutato fiscalmente la partecipazione nella società da cui si intende riportare le perdite o gli interessi passivi. La circolare n. 12/E del 2008 spiega che questa regola serve ad impedire che, dopo la fusione, la società incorporante riduca i propri redditi usando perdite che sono già state contabilizzate come svalutazione della partecipazione, evitando così una duplicazione degli effetti fiscali. Per quanto riguarda gli interessi passivi, l'Agenzia delle Entrate ha precisato che non esiste il rischio di duplicazione, poiché durante il periodo in cui la norma sulla svalutazione delle partecipazioni era in vigore, non era consentito riportare in avanti gli interessi passivi indeducibili.

Le modifiche all’art. 172, introdotte dall’art. 35, comma 17, del D.L. 223/2006, specificano che, se una fusione o scissione ha effetti fiscali retrodatati, le limitazioni si applicano anche agli interessi passivi indeducibili maturati prima della data ufficiale dell’operazione.
Queste regole, concepite per prevenire elusioni fiscali, sono considerate di natura speciale e richiamano i principi antielusivi dell’art. 37 bis del D.P.R. 600/1973. Tuttavia, è possibile richiedere una deroga, tramite un’istanza di disapplicazione, qualora si dimostri che l’operazione straordinaria aveva ragioni economiche valide e non era realizzata solo per scopi fiscali. Questa possibilità di disapplicazione è stata ribadita nelle Circolari n. 268/E del 3 luglio 2008 e n. 19/E del 21 aprile 2009.
D’altra parte, non si può richiedere un’interpello per le norme generali sulla deducibilità degli interessi passivi di cui all’art. 96 del TUIR. Il Legislatore, infatti, ha introdotto queste regole per perseguire obiettivi economici concreti, piuttosto che per scopi meramente antielusivi.
La società di persone
Le società di persone a differenza di quelle di capitali non hanno personalità giuridica ma godono di autonomia giuridica, il che li rende soggetti giuridici limitati. Nelle società di persone prevalgono i soci e non il capitale, quindi la caratteristica principale di queste società è la responsabilità illimitata dei soci per le obbligazioni assunte dalla società nei confronti di terzi. 
Anche le società di persone come tali potranno effettuare la deduzione degli interessi passivi, come oneri finanziari sostenuti per l'esercizio dell'attività d'impresa. A differenza delle società di capitali nelle società di persone non vi è la limitazione del 30% del ROL per la deducibilità degli interessi passi; ma gli interessi passivi saranno deducibili nella misura in cui saranno compensati dagli interessi attivi, quindi gli interessi passivi saranno deducibili fino a concorrenza degli interessi attivi percepiti nell'ambito dell'attività d'impresa. Questa limitazione implica che se la società di persone non genera interessi attivi non potrà attuare alcuna detrazione di interessi passivi, il reddito rimanente dopo la deduzione verrà attribuito ai soci in proporzione alle loro quote.
Le società di persone quindi non sono soggette direttamente IRES (imposta sul reddito delle società), che si applica ad esempio ad SRL e SPA. La differenza tra società di persone e società di capitali è rinvenibile da alcuni articoli del TUIR.
Holding industriali e finanziarie
Per le holding industriali, la determinazione del Risultato Operativo Lordo segue le indicazioni specifiche stabilite nel comma 2 dell’articolo 96 del Testo Unico delle Imposte sui Redditi (TUIR), e in particolare l’Agenzia delle Entrate ha sottolineato che, poiché l’articolo 96 del TUIR richiede esplicitamente di calcolare il ROL come differenza tra le voci A) e B) dello schema di conto economico previsto dall’articolo 2425 del Codice Civile, non è consentito applicare i principi affermati in precedenti risoluzioni dell’Agenzia stessa. 
La risoluzione n. 337/E del 29 ottobre 2002 dell’Agenzia aveva riconosciuto che il conto economico delle holding è influenzato in misura rilevante da componenti reddituali di tipo finanziario, i quali, sebbene non inclusi nella voce A) del conto economico, rappresentano comunque proventi legati all’attività caratteristica della holding. Tuttavia, ai fini della determinazione del ROL, tali proventi non possono essere considerati, poiché il criterio del ROL definito dall’articolo 96 TUIR impone un calcolo strettamente limitato alle voci A) e B). 
La risoluzione n. 143/E del 10 aprile 2008, invece, riguarda il “test di vitalità” per la trasferibilità delle perdite nelle operazioni di fusione e permette ai soggetti economici, incluse le holding di partecipazioni, di considerare anche i proventi finanziari iscritti nelle voci C15 e C16 del conto economico, oltre ai ricavi di cui alle voci A1 e A5, per valutare la capacità dell’impresa di generare reddito operativo. Tuttavia, l’Agenzia ha chiarito che tale flessibilità interpretativa è applicabile solo ai fini del test di vitalità e non si estende alla determinazione del ROL rilevante ai fini dell’articolo 96 TUIR. 
Queste precisazioni evidenziano una differenza sostanziale tra il trattamento fiscale delle componenti finanziarie e il calcolo del ROL per le holding industriali. Sebbene le holding possano avere una struttura reddituale in cui i proventi finanziari rappresentano una parte significativa dell’attività caratteristica, il legislatore ha scelto di limitare la determinazione del ROL alle sole voci che rappresentano i ricavi tradizionali e i costi operativi, in modo da evitare che proventi finanziari, spesso più volatili e meno legati alla gestione operativa dell’impresa, possano influenzare il calcolo del ROL, con potenziali effetti sull’applicazione dei limiti di deducibilità degli interessi passivi. L’esclusione dei proventi finanziari dal calcolo del ROL per le holding industriali riflette una precisa scelta normativa, con l’obiettivo di garantire che il ROL rappresenti un indicatore affidabile della capacità operativa dell’impresa di generare reddito dalla propria attività caratteristica, escludendo componenti reddituali che potrebbero essere soggette a fluttuazioni significative e che non sono strettamente legate alla gestione operativa. Ciò risulta particolarmente rilevante nel contesto della deducibilità degli interessi passivi, in quanto un ROL più elevato derivante da proventi finanziari potrebbe artificiosamente ampliare il margine di deducibilità, alterando la valutazione del rischio fiscale. Dal punto di vista pratico, questo significa che le holding industriali non possono includere nel calcolo del ROL proventi derivanti da attività finanziarie o da partecipazioni che, seppur rilevanti per la loro strategia aziendale complessiva, non rientrano nelle voci A) e B) del conto economico secondo lo schema del Codice Civile, imponendo così alle holding di ristrutturare eventualmente il loro modello di bilancio, distinguendo chiaramente tra ricavi operativi e proventi finanziari, al fine di evitare errori di calcolo nella determinazione della base imponibile per la deducibilità degli interessi passivi. La scelta normativa di escludere i proventi finanziari dal calcolo del ROL per le holding industriali ha suscitato critiche da parte della dottrina, poiché alcuni esperti ritengono che tale esclusione penalizzi ingiustamente le holding, la cui attività caratteristica spesso include la gestione di partecipazioni e investimenti finanziari. Questo potrebbe portare a una sottovalutazione del reale potenziale economico dell’impresa, influenzando la capacità di dedurre gli interessi passivi e di gestire l’indebitamento in modo efficiente. La dottrina propone alternative come l’introduzione di criteri di calcolo del ROL che tengano conto della specificità del business delle holding, bilanciando meglio le esigenze di trasparenza fiscale con la realtà economica di queste imprese. 
Per concludere, è essenziale evidenziare due recenti sviluppi normativi che, anche a livello internazionale, hanno un impatto significativo sul regime delle holding. L'articolo 6 del D.Lgs. n. 209/2023 ha introdotto il cosiddetto reshoring, una misura che garantisce un'esenzione parziale sui redditi derivanti da attività d'impresa trasferite in Italia da Paesi al di fuori dell'Unione Europea o dello Spazio Economico Europeo. Nello specifico, il 50% dei redditi generati da queste attività non concorrerà alla formazione del reddito imponibile, sia per le imposte sui redditi sia per l’IRAP. Questa agevolazione si estende anche alle attività svolte da società appartenenti allo stesso gruppo, rendendola un'opportunità rilevante per le aziende multinazionali che intendono consolidare le loro operazioni in Italia. Tuttavia, emergono alcune problematiche per quanto riguarda le holding statiche che trasferiscono la loro residenza in Italia. La normativa, facendo riferimento alla nozione di "attività economica", potrebbe suggerire che solo le holding "dinamiche" o "miste" abbiano diritto a questa agevolazione, a condizione che le attività fossero già operative all'estero prima del trasferimento. In mancanza di chiarimenti ufficiali da parte dell’Amministrazione finanziaria, Assonime ha proposto un criterio alternativo: verificare se l’attività svolta in Italia, anche senza trasferire formalmente la residenza, avrebbe comunque acquisito i connotati di una stabile organizzazione, superando la soglia di presenza fisica prevista dall'articolo 162 del T.U.I.R. Se questa condizione è soddisfatta, non dovrebbero esserci dubbi sulla genuinità della scelta di localizzare la holding statica in Italia. Un altro punto rilevante riguarda la recente riforma dei criteri per determinare la residenza fiscale delle società.
Sebbene il criterio della sede legale sia stato mantenuto, il criterio dell'“oggetto principale dell’attività” è stato eliminato e sostituito dal criterio della sede di direzione effettiva e della gestione ordinaria della società. Questa modifica ha sollevato alcuni interrogativi, soprattutto per quanto riguarda le holding di partecipazioni: l'oggetto sociale deve coincidere con il Paese in cui sono localizzate le partecipate oppure deve riflettere l'attività effettivamente svolta, indipendentemente dallo Stato di residenza delle società controllate? L'eliminazione del criterio dell'oggetto principale e l'introduzione delle nozioni di direzione effettiva, che comprendono sia le decisioni strategiche sia la gestione operativa quotidiana, mirano a chiarire queste incertezze. Si spera che queste modifiche contribuiscano a eliminare i dubbi residui sulla determinazione della residenza delle società estere holding o immobiliari. In tali circostanze, quindi, le contestazioni basate sull'individuazione della residenza al livello delle società partecipate dovrebbero essere evitate. Questi sviluppi normativi evidenziano un chiaro intento di adattare la normativa fiscale italiana alle sfide di un contesto economico sempre più globale e interconnesso. L’introduzione di misure come il reshoring e la riforma della residenza fiscale mira a favorire un maggiore consolidamento delle attività in Italia, promuovendo al contempo la trasparenza e la conformità fiscale. Tuttavia, permangono ancora alcune aree grigie che richiedono ulteriori chiarimenti e interventi, al fine di garantire un’applicazione uniforme e chiara delle norme.
In conclusione, la determinazione del ROL per le holding industriali segue regole stringenti che escludono l’influenza dei proventi finanziari, in linea con le indicazioni del TUIR. Questo approccio garantisce un calcolo del ROL centrato sulle attività operative tradizionali, limitando l’impatto delle componenti finanziarie, ma la rigidità della norma ha sollevato dibattiti su come il sistema fiscale italiano possa meglio riflettere la natura complessa e diversificata delle holding, senza compromettere l’obiettivo di una corretta imposizione fiscale basata sulla capacità contributiva effettiva delle imprese.

## Regimi speciali
Il legislatore ha previsto alcune specifiche regole di determinazione del reddito di impresa, in deroga al regime ordinario, applicabili laddove vi siano particolari condizioni in relazione alle dimensioni dell’attività d’impresa.
Le dimensioni dell’impresa vengono valutate sulla base di:
- Ricavi
- Volume d’affari
- Numero dei dipendenti
- Utilizzo di beni strumentali

Partendo da questi criteri è possibile individuare il regime forfettario, il regime semplificato ed il regime sostitutivo.

### Regime forfettario
Il regime forfettario è applicabile alle persone fisiche che esercitano attività di impresa che, nell’anno precedente, hanno conseguito ricavi o percepito compensi non superiori a 85 000€ (soglia innalzata dalla Legge di Bilancio 2023, rispetto alla precedente di 65 000€) e sostenuto spese per i dipendenti non superiori a 20 000€ lordi.
Il reddito imponibile si determina applicando ai ricavi o compensi percepiti un coefficiente di redditività, che varia a seconda del tipo di attività esercitata. Al reddito ottenuto si applica l’aliquota del 15% (o del 5% per le start up) sostitutiva dell’IRPEF, delle addizionali regionali e comunali e dell’IRAP.
I contribuenti soggetti al regime forfettario sono esonerati dalla tenuta delle scritture contabili e dagli obblighi di registrazione, non applicano l’IVA sulle operazioni attive e non hanno diritto alla detrazione sugli acquisiti.
Si tratta di un “regime naturale”: i soggetti che rispettano i limiti previsti ne usufruiscono automaticamente. Qualora decidessero di non voler applicare il regime forfettario possono optare per l’accesso ai regimi superiori.
L'opzione e la revoca possono essere desunti dai comportamenti concludenti del contribuente.

### Regime semplificato
Il regime semplificato si applica alle persone fisiche e società di persone che esercitano attività d’impresa che, nell’anno precedente, hanno conseguito ricavi o percepito compensi non superiori a 400 000€ per le imprese che prestano servizi e non superiori a 700 000€ per le altre attività.
I contribuenti non devono redigere il bilancio di esercizio, ma possono tenere una contabilità semplificata. Questa consiste nel tenere i soli registri Iva, all’interno dei quali vengono annotati anche gli elementi rilevati ai fini reddituali e i registri degli incassi e pagamenti.
Il reddito viene determinato in via analitica, con alcune semplificazioni nell’applicazione delle norme del TUIR, ed assoggettato alle regole IRPEF. Per l’imputazione dei componenti di reddito si applica un criterio misto “cassa-competenza”.
Anche il regime semplificato è un “regime naturale”. Le imprese che non intendono applicare la contabilità semplificata possono optare per la tenuta di quella ordinaria.

### Regime sostitutivo
Possono usufruire del regime sostitutivo le persone fisiche che esercitano attività di impresa che, nell’anno precedente, hanno conseguito ricavi o percepito compensi non inferiori a 65 001€ ma non superiori a 100 000€.
Il reddito viene determinato sulla base delle regole ordinarie previste dal TUIR ed è tassato in misura pari al 20% sostitutiva dell’IRPEF, delle addizionali regionali e comunali e dell’IRAP.
È un “regime naturale”. Le imprese che non intendono applicare la contabilità semplificata possono optare per la tenuta di quella ordinaria.